# Glimfabriek
De NV Glimfabriek is een fabriek van poetsmiddelen te Overschie die bestond van 1918 tot 1970.

## Geschiedenis
Het bedrijf ontstond in 1918 uit een samenwerking van de in 1914 opgerichte NV Oliefabriek Schiedam en een groothandel in wasmiddelen en poetsartikelen. Aanvankelijk was men gevestigd aan de Korenaarstraat 45-53 te Rotterdam, maar het bedrijf groeide en verhuisde weldra naar een nieuw complex aan de Overschieseweg te Overschie. Dit karakteristieke pand had een vierkante toren waarop in grote letters het woord: Glim was aangebracht.
Op het hoogtepunt van het bedrijf werkten er ruim honderd mensen, maar de Glimfabriek werd overgenomen door Koninklijke Zwanenberg Organon en werd in 1970 gesloten.

## Producten
- Schoencrème Glim.
- Poetspommade De Vlag.
- Kachelpasta Polita
- Schuurpoeder Schura

Het bedrijf werd bekend door de reclameleus Wees slim, gebruik Glim.